# Shekhar Kapur
Shekhar Kapur (6 de desembre de 1945 a Lahore, aleshores pertanyent a l'Índia) és un director de cinema, conegut per les seves interpretacions de la vida d'Elisabet I d'Anglaterra a Elisabet (1998) i la seva seqüela Elizabeth: l'edat d'or (2007).

## Biografia
Els seus estudis bàsics van ser realitzats a l'Escola Moderna de Nova Delhi, Índia, i a l'Escola Doon. Els seus treballs inclouen pel·lícules com Elizabeth(1998) i Elizabeth: l'edat d'or (2007), ambdues relats ficticis sobre el regnat d'Isabel I d'Anglaterra; la pel·lícula de 1998 va tenir 8 nominacions als Oscar. L'any 2002 va ser premiada amb el Padma Shri.
És nebot dels actors Vijay Anand i Dev Anand, va ser descoratjat a entrar al negoci de l'espectacle pel seu pare.
Amb 22 anys, va estudiar comptabilitat per complaure al seu pare. Es va traslladar a la Gran Bretanya i va passar diversos anys treballant com a assessor administratiu.
Es va casar amb l'actriu i cantant Suchitra Krishnamurthy, i es van divorciar al febrer del 2007.
Al juny del 2005, Kapur al costat del seu amic Deepak Chopra van llançar un blog amb un selecte grup dels seus amics i familiars. El propòsit del bloc era promoure discussions de les veus de l'Àsia meridional, especialment l'Índia. Kapur escriu regularment en el bloc, i fins i tot escriu curts poemes personals. Poc temps després va començar el seu propi bloc personal en el seu lloc web oficial.
El 2006 va formar Virgin Comics i Virgin Animation, companyies d'entreteniment enfocades en la creació de noves històries i personatges destinats a una audiència global. La companyia va ser fundada amb Richard Branson i el seu grup Virgin, a l'escriptor Deepak Chopra i els empresaris Sharad Devarajan, Suresh Seetharaman i Gotham Chopra.

## Carrera
Shekhar Kapur va iniciar la seva carrera a Bollywood, dirigint les pel·lícules índies Masoon (1983) i la cinta de ciència-ficció Mr. India (1987). Ambdues pel·lícules van ser molt reeixides i aclamades per la crítica. El 1994 va dirigir una altra pel·lícula aclamada per la crítica, Bandit Queen. Va tenir una aparició en la pel·lícula interpretant un camioner i també va aparèixer en diverses sèries de televisió i pel·lícules índies, però la seva carrera d'actor mai va enlaira-se. El 1989 va dirigir algunes escenes del film Joshilay, protagonitzat per Sunny Deol, Anil Kapoor, Sridevi i Meenakshi Seshadri. També va dirigir la pel·lícula índia Time Machine (1992), que mai es va acabar. El 1996 va dirigir parcialment Dushmani, protagonitzada per Sunny Deol, Jackie Shroff i Manisha Koirala.
El 1998 va aconseguir reconeixement internacional per la direcció de la cinta Elizabeth, guanyadora d'un Oscar. Per la manera que va retratar a l'exèrcit i a l'imperi britànic en la pel·lícula Les quatre plomes (2002), va ser acusat d'antibritànic pels tabloides. Aquesta sensació va augmentar quan durant una entrevista amb motiu del llançament de la pel·lícula en DVD va parlar favorablement dels fanàtics caps religiosos representats en la cinta (el Mahdí).
Kapur va ser el productor executiu de la pel·lícula El gurú del sexe. També va establir una companyia de pel·lícules índies al costat de Ram Gopal Varma i Mani Ratnam. Aquesta companyia ha produït una sola pel·lícula, Dil Se.. (1998), protagonitzada per Shahrukh Khan.
També va ser productor executiu del musical d'Andrew Lloyd Webber Bombai Dreams, que es presenta a Londres des del 2002 i a Broadway des del 2004.
En un paper poc usual, Kapur va posar la veu de Mahatma Gandhi en els llibres d'àudio titulats The Story of My Experiments with Truth - autobiography of M. K. Gandhi, al costat de Nandita Das com a narradora.

## Projectes futurs
Els seus futurs projectes inclouen les cintes Long Walk to Freedom, Water i The Last Full Measure. També està planejada una tercera part de la sèrie d'Elizabeth. D'acord amb el guionista John Rogers, l'èxit d'Elizabeth ha portat a Kapur a treballar en una adaptació de la Saga de La Fundació d'Isaac Asimov, però el projecte ha estat posposat. També va planejar la realització d'una pel·lícula que descriu la vida de Buda, però va ser abandonada per raons desconegudes.

## Filmografia
| Any  | Títol                                 | Nominacions als Oscar | Premis Oscar |
| ---- | ------------------------------------- | --------------------- | ------------ |
| 1983 | Masoom                                |                       |              |
| 1987 | Mr. India                             |                       |              |
| 1994 | Bandit Queen                          |                       |              |
| 1998 | Elisabet                              | 7                     | 1            |
| 2002 | Les quatre plomes (The Four Feathers) |                       |              |
| 2007 | Elizabeth: l'edat d'or                | 2                     | 1            |
| 2008 | New York, I Love You                  |                       |              |
| 2009 | Passage                               |                       |              |